# Rasquera
 Rasquera es un municipio de España perteneciente a la provincia de Tarragona, en la comunidad autónoma de Cataluña. Ubicado en la parte sur de la comarca de la Ribera de Ebro, en el límite con la del Bajo Ebro, tiene una población de 792 habitantes (INE 2024).

## Símbolos
El escudo heráldico que representa al municipio se representa con el siguiente blasón aprobado en 1990:

Escudo embaldosado: de gules, una carrasca de oro acompañada de 2 cruces de Malta, una a cada lado del tronco. Al timbre una corona mural de pueblo
Diario Oficial de la Generalidad de Cataluña nº 1273 de 28 de marzo de 1990

## Geografía
Ubicación
La localidad está situada a una altitud de 176 m sobre el nivel del mar.
| Noroeste: Miravet | Norte: Miravet | Noreste: Ginestar |
| Oeste: Benifallet |                | Este: Tivisa      |
| Suroeste: Tivenys | Sur: Perelló   | Sureste: Perelló  |

### Comunicaciones
Rasquera posee el famoso repetidor "Gauss" que emite señal por toda la comarca de la Ribera del Ebro. Este repetidor fue instalado en el pueblo en el año 1951 y ha sufrido varias modificaciones hasta la actualidad.

## Historia
Las manifestaciones más antiguas de la presencia humana en Rasquera corresponden a una estación con pinturas rupestres prehistóricas de los últimos cazadores-recolectores epipaleolíticos (10 000 a 6500 años antes del presente), el llamado Arte levantino; una expresión pictórica figurativa absolutamente excepcional que tiene como gran aportación, entre otras muchas, el diseño de la figura humana, tanto masculina como femenina.
Este abrigo con arte fue descubierto durante las campañas de prospección de arte rupestre dirigidas por Anna Alonso Tejada y Alexandre Grimal Navarro, y fue advertido por primera vez por los miembros del equipo Katja Bader y Manfred Bader. Aunque la visita a la única imagen conservada, una espléndida cabrita hembra –especie con un valor totémico muy especial para aquellos grupos humanos–, no es recomendable, dada su dificultad, el grupo cultural de la población asumió el compromiso de darla a conocer a través de una obra que explica ampliamente este yacimiento y su relación con las otras estaciones del Arte levantino peninsular que conservan iconografía semejante. Estaciones con el mismo arte prehistórico se encuentran en Cogul, Albi, Os de Balaguer (Lérida), la Llacuna (Barcelona), Montblanc, Vandellòs, El Perelló y Ulldecona (Tarragona). El Abrigo de la Caparrella, como así se conoce en la bibliografía científica, está declarado desde 1998 Patrimonio Mundial por la UNESCO al formar parte del Arte Prehistórico del Arco Mediterráneo de la península ibérica, nombre administrativo estrictamente convencional. Este es el galardón máximo que se puede conceder a una obra del intelecto humano como es el Arte levantino, que debe situarse en el ámbito de las creencias religiosas, y que es único en la Prehistoria europea. (Fuentes: Associació Catalana d'Art Prehistòric).

## Demografía

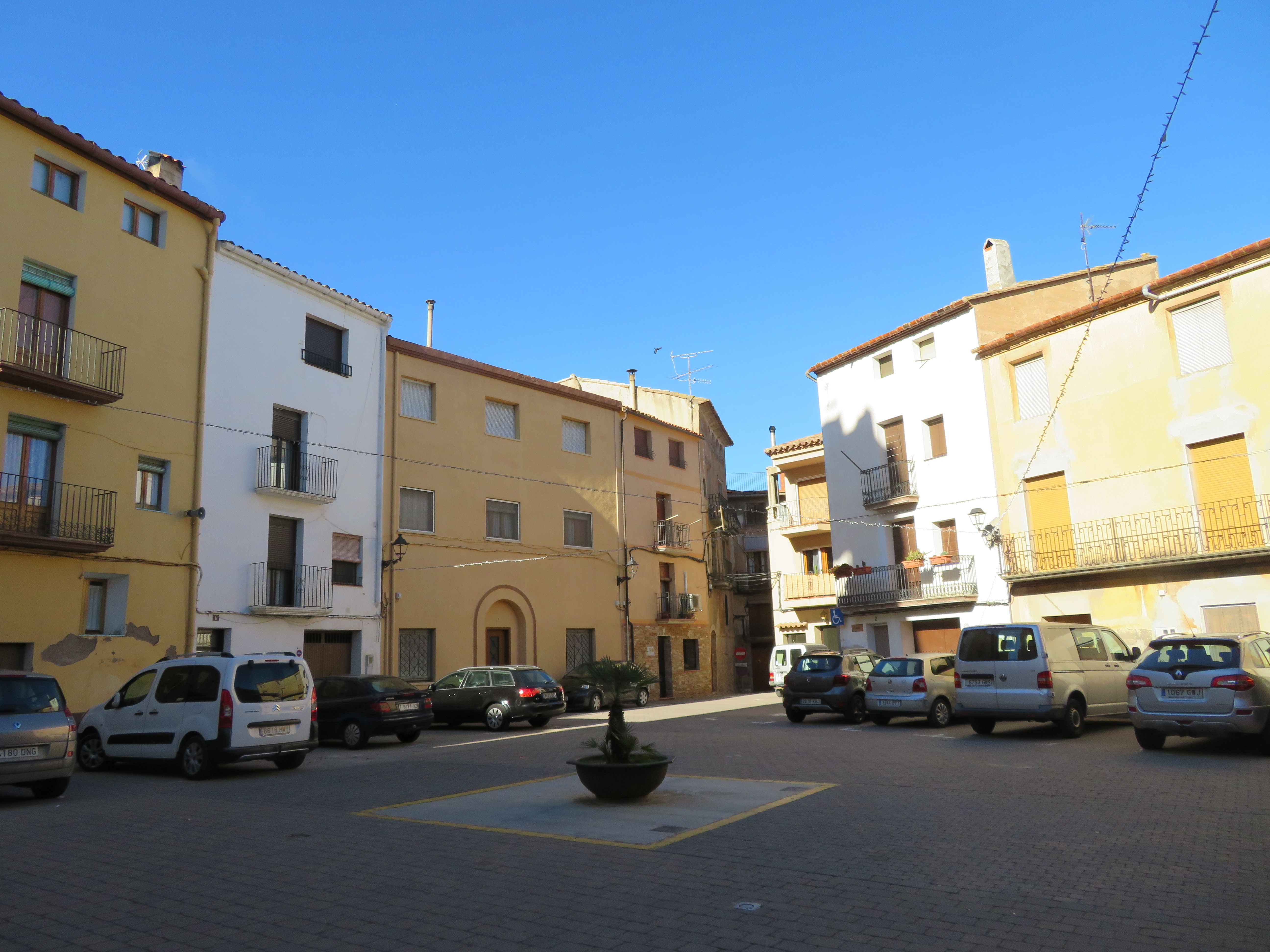
Plaza

Cuenta con una población de 792 habitantes (INE 2024).

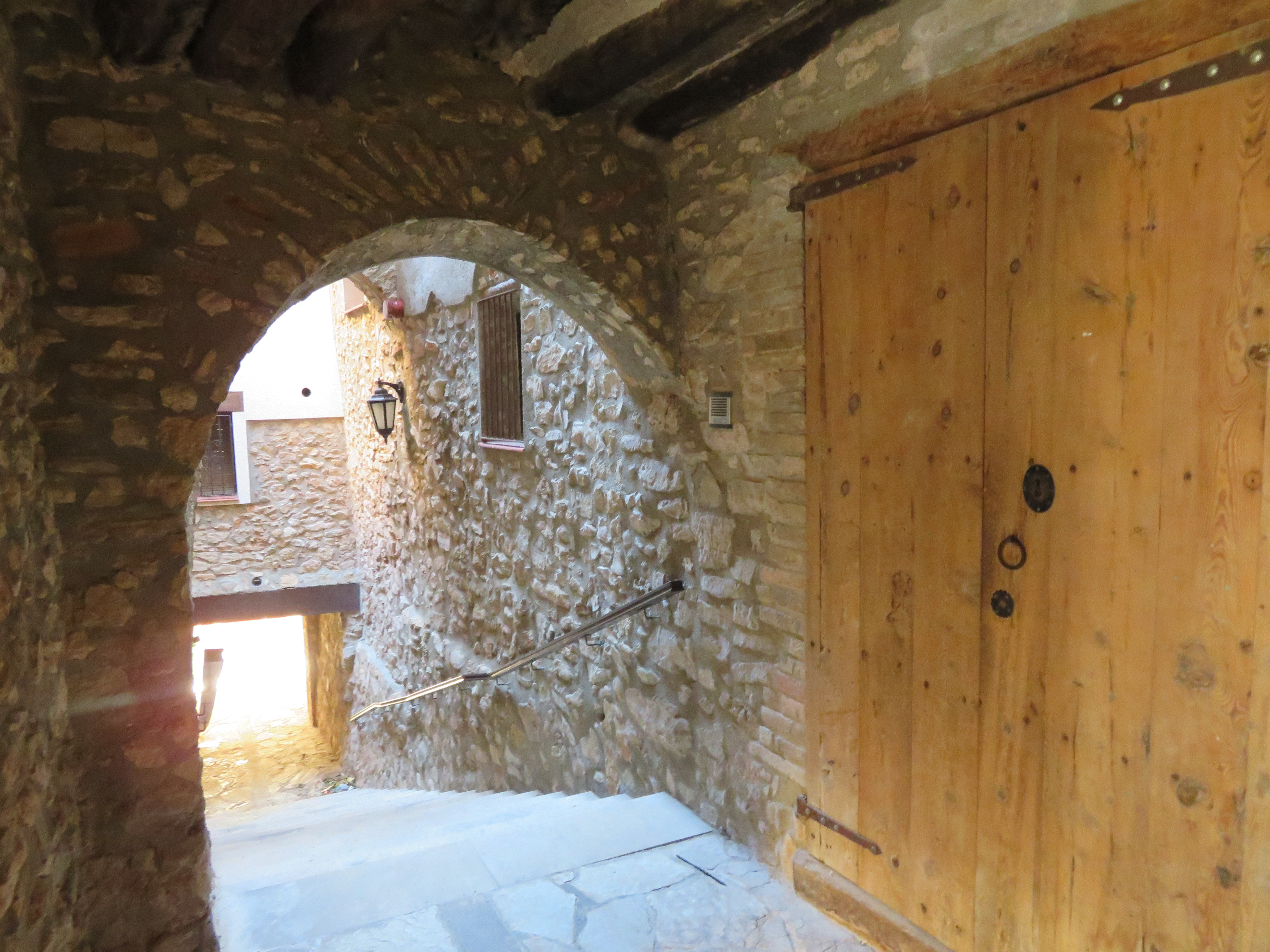
Casco antiguo

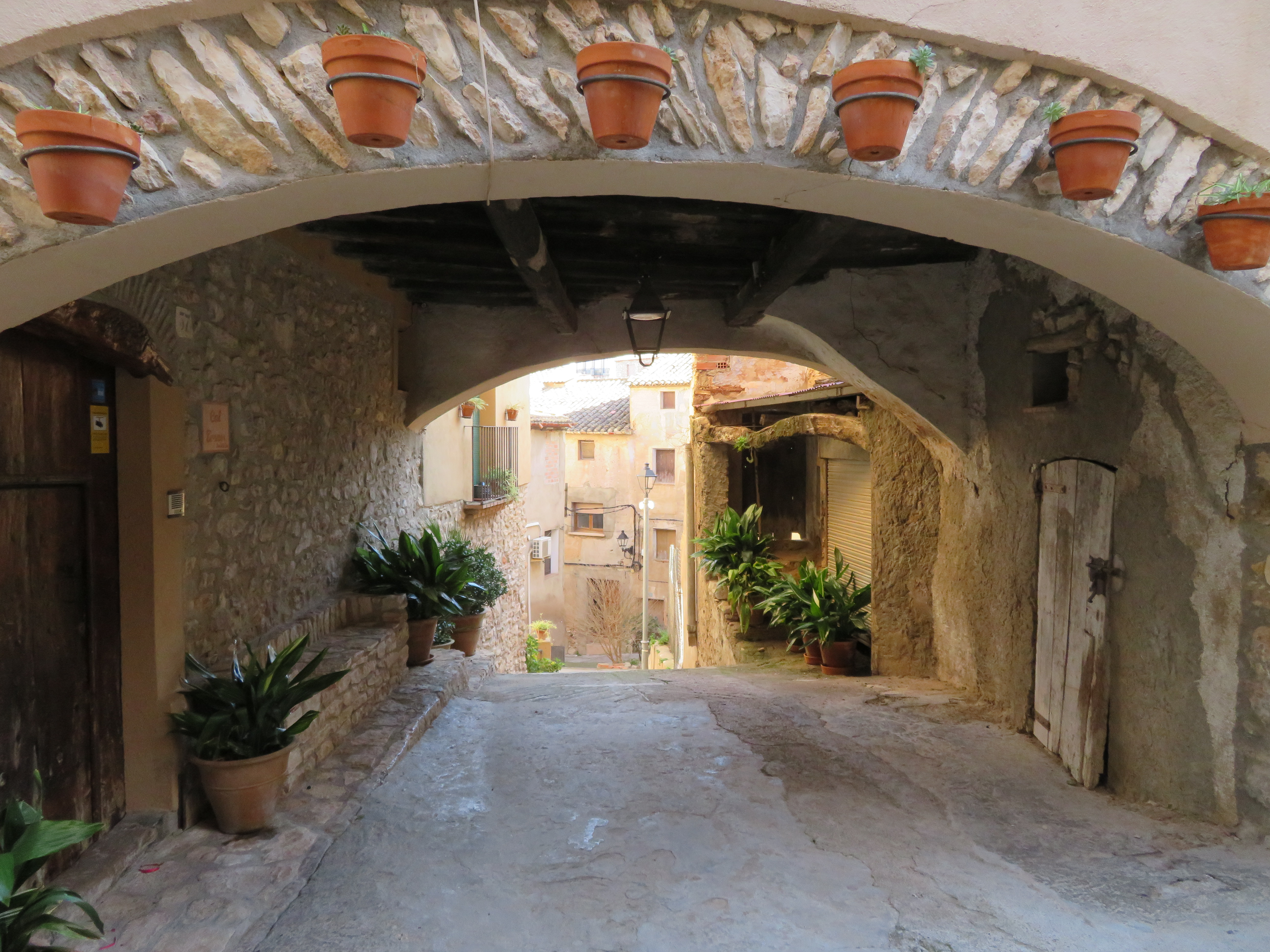
Casco antiguo del municipio de Rasquera

| Gráfica de evolución demográfica de Rasquera entre 1842 y 2021                                                        |
| |
| Población de derecho según los censos de población del INE. Población de hecho según los censos de población del INE. |

## Economía
- "Pastissets" de Rasquera
- Cultivos y aceites de oliva
- Árboles frutales
- Cultivos mediterráneos

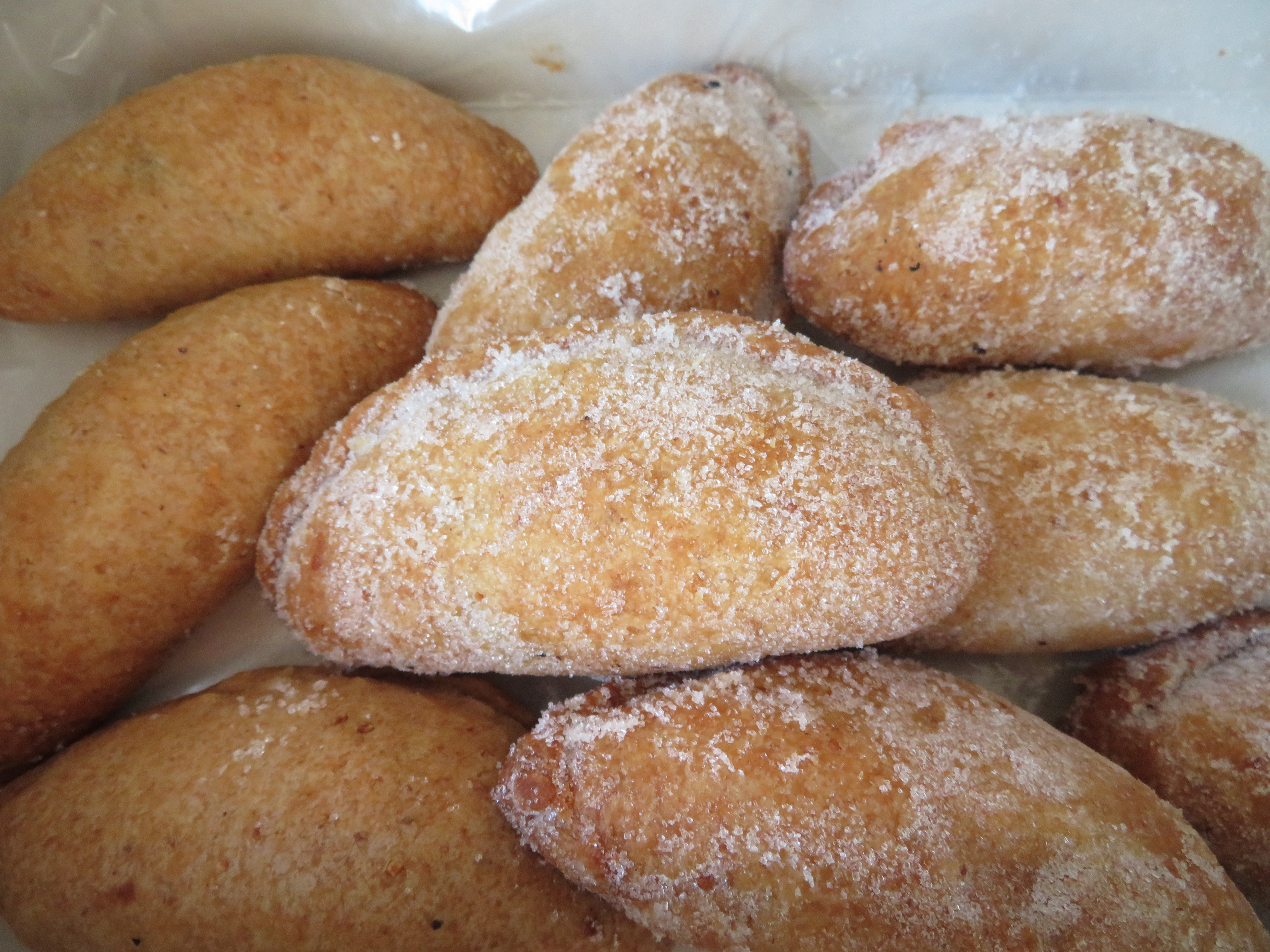
"Pastissets" de Rasquera

- Pastissets de Rasquera rellenos de cabello de ángel, chocolate o naranja.